# St. Karl Borromäus (Friedrichroda)

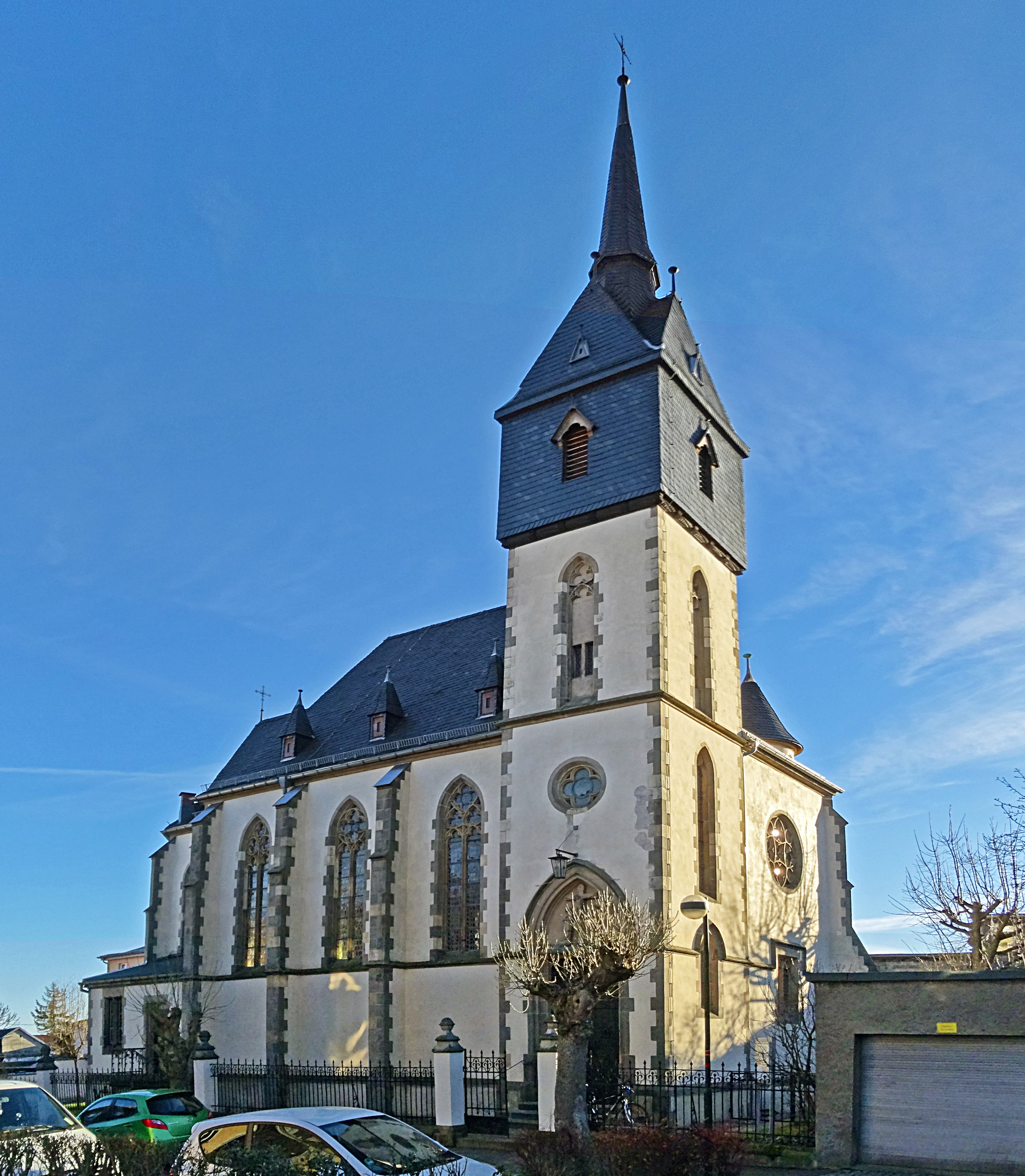
St. Karl Borromäus

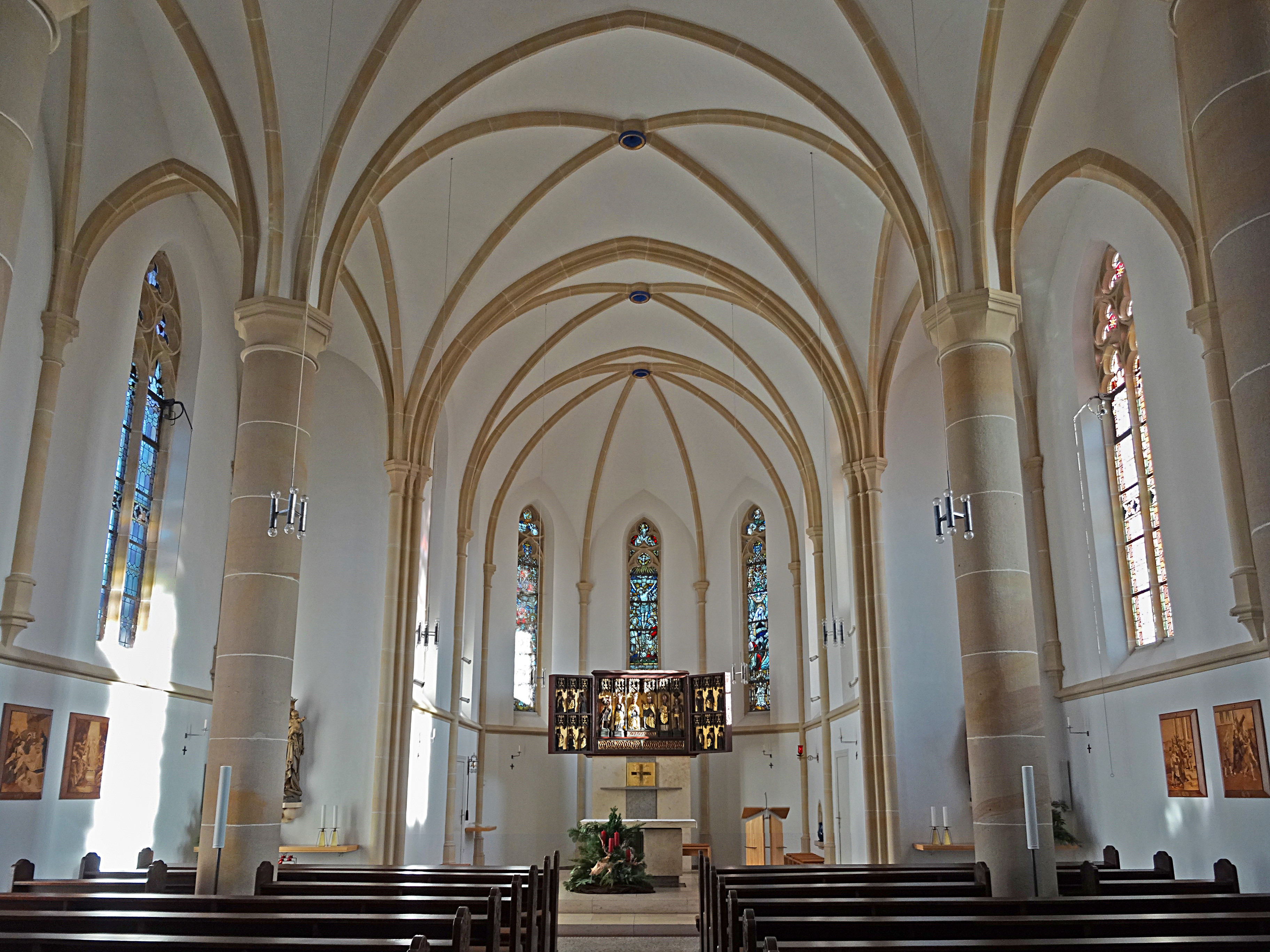
Innenansicht

Die römisch-katholische Filialkirche St. Karl Borromäus steht in Friedrichroda im thüringischen Landkreis Gotha. Sie ist Filialkirche der Pfarrei St. Bonifatius Gotha im Dekanat Meiningen des Bistums Erfurt. Sie trägt das Patrozinium des heiligen Karl Borromäus.

## Lage
Die Kirche befindet sich in der August-Eckard-Straße 2A.

## Geschichte
Sie wurde am 28. August 1901 durch Bischof  Wilhelm Schneider geweiht. Die Kirchengemeinde war zunächst der Pfarrei Gotha zugewiesen, bis sie im Jahr 1912 eigenständig wurde. Seit 2012 ist St. Karl Borromäus Filialgemeinde der Pfarrei St. Bonifatius.

## Architektur
Die Kirche wurde um 1901 im neugotischen Baustil errichtet. Sie hat einen eingezogenen Chor mit dreiseitigem Schluss, der große Bleiglasfenster hat. Sie stellen die Geburt Jesu, die Kreuzigung und die Ausgießung des Heiligen Geistes dar. Der Kirchturm ist in der südwestlichen Ecke angebaut. Er trägt ein schiefergedecktes Faltdach, auf dem ein spitzer Helm sitzt.

## Ausstattung

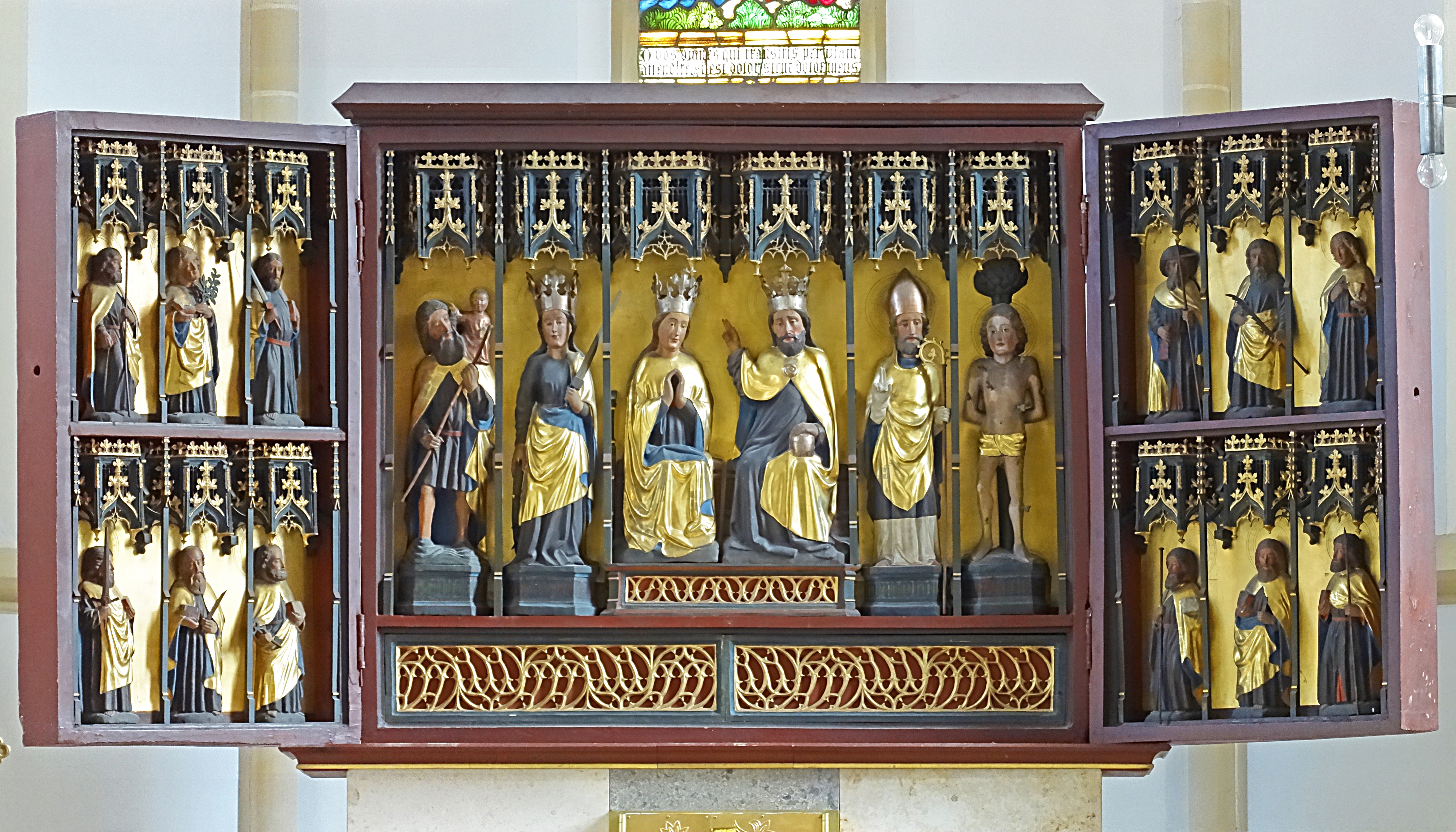
Spätgotischer Flügelaltar

In der Mitte des Chors steht ein spätgotischer Flügelaltar aus dem 14. Jahrhundert, der einst in der Goslarer Liebfrauenkirche stand. Im Schrein in der Mitte ist die Krönung Mariens dargestellt. Sie wird flankiert von Katharina, Christophorus, Bonifatius und Sebastian. Links und rechts auf den Seitenflügeln stehen die 12 Apostel, ohne Judas, dafür aber Paulus. Die Außenseiten sind bemalt.
Außerdem befindet sich links neben der Orgelempore die Figur des Bonifatius. In der Mitte der Orgelempore ist der Patron der Kirche, Karl Borromäus, und auf der anderen Seite Elisabeth dargestellt.
In der neu errichteten Tragwand des Flügelaltares befindet sich der Tabernakel. Das Ewige Licht steht rechts im Altarraum. Der Altar wurde bei der letzten Renovierung neu gestaltet. Neben dem Altar steht der Ambo. Rechts vor dem Altarraum steht die Figur des Josef und links die von Maria.

## Orgel
Die Orgel mit 11 Registern, verteilt auf zwei Manuale und Pedal, wurde 1955 von Alexander Schuke gebaut.

## Glocken
Das dreistimmige Glockengeläut aus Bronze wurde 2006 in der Glockengießerei Perner in Passau gegossen.